# St. Vrain
St. Vrain è una comunità non incorporata degli Stati Uniti d'America della contea di Curry nello Stato del Nuovo Messico. La comunità si trova sulla U.S. Route 60 e U.S. Route 84, 16,3 miglia (26,2 km) a ovest di Clovis. St. Vrain aveva un ufficio postale fino alla sua chiusura il 1º agosto 2011; ha ancora il proprio ZIP code, 88133.